# ایران در مسابقات جهانی دو و میدانی ۲۰۱۵
ایران در مسابقات جهانی دو و میدانی ۲۰۱۵ که از ۲۲ اوت تا ۳۰ اوت ۲۰۱۵ در پکن، چین برگزار شد، شرکت کرد.
تیمی متشکل از ۶ نفر نمایندگان ایران در این رقابت‌ها بودند.

## نتایج
| راهنما: | q | واجد شرایط | SB | بهترین رکورد فصل(سال) شخص | NM | بدون امتیاز. | DNS | شروع نکرد. | DNF | تمام نکرد. | DQ | رد صلاحیت شده است. |

### مردان

#### رویدادهای دو و جاده‌ای
| ورزشکار         | رویداد  | گروهی | گروهی | نیمه‌نهایی  | نیمه‌نهایی  | نهایی      | نهایی      |
| ورزشکار         | رویداد  | زمان  | رتبه  | زمان       | رتبه       | زمان       | رتبه       |
| --------------- | ------- | ----- | ----- | ---------- | ---------- | ---------- | ---------- |
| حسن تفتیان      | ۱۰۰ متر | ۱۰٫۱۰ | ۴ q   | ۱۰٫۲۰      | ۷          | صعود نکرد. | صعود نکرد. |
| رضا قاسمی       | ۱۰۰ متر | ۱۰٫۲۵ | ۶     | صعود نکرد. | صعود نکرد. | صعود نکرد. | صعود نکرد. |
| محمدحسین ابارقی | ۲۰۰ متر | DNS   | DNS   | صعود نکرد. | صعود نکرد. | صعود نکرد. | صعود نکرد. |
| محمدجعفر مرادی  | ماراتن  | —     | —     | —          | —          | DNF        | DNF        |

#### رویدادهای میدانی
| ورزشکار     | رویداد     | مقدماتی | مقدماتی | نهایی      | نهایی      |
| ورزشکار     | رویداد     | امتیاز  | رتبه    | امتیاز     | رتبه       |
| ----------- | ---------- | ------- | ------- | ---------- | ---------- |
| احسان حدادی | پرتاب دیسک | ۶۰٫۳۹   | ۲۴      | صعود نکرد. | صعود نکرد. |

### زنان

#### رویدادهای میدانی
| ورزشکار   | رویداد     | مقدماتی | مقدماتی | نهایی      | نهایی      |
| ورزشکار   | رویداد     | امتیاز  | رتبه    | امتیاز     | رتبه       |
| --------- | ---------- | ------- | ------- | ---------- | ---------- |
| لیلا رجبی | پرتاب وزنه | ۱۷٫۰۴   | ۱۸      | صعود نکرد. | صعود نکرد. |